# Edificio Unión Ferroviaria
El Edificio Unión Ferroviaria es la sede del sindicato homónimo. Se encuentra en Avenida Independencia 2880 (Buenos Aires), fue inaugurado en 1933 y durante años fue también sede de la Confederación General del Trabajo. También funcionó en este edificio, hasta 1968, el Cine-Teatro Unión, reabierto en 2010 como Centro Cultural Unión. Fue diseñado por el arquitecto Andrés Justo, hijo del líder socialista Juan B. Justo y adherente a las ideas del socialismo, y cuenta con obras de arte decorativo realizadas por el escultor Luis Falcini y el artista plástico Guillermo Facio Hebequer, dos artistas también comprometidos con la militancia política. Sus obras se titulan «1° de Mayo», «Proletarios uníos», «La huelga», entre otras.
El Edificio de la Unión Ferroviaria es uno de los ejemplos de arquitectura art decó más notables de Buenos Aires. Curiosamente, comparte el estilo con la sede central del otro gran sindicato ferroviario argentino, La Fraternidad. El 1 de octubre de 1933, comenzó a funcionar en él el Cine-Teatro Unión, gestionado por el sindicato mismo.
Hasta la inauguración del edificio propio de la CGT (año 1950), en Azopardo 820, la central obrera compartió un sector del edificio con la Unión Ferroviaria. El cine sobrevivió hasta su cierre en 1968. El 13 de mayo de 2010, fue reabierto con el nombre de Centro Cultural Unión.